# Howard Davies
Stephen Howard Davies (26 d'abril de 1945 - 25 d'octubre de 2016) va ser un director de teatre i televisió britànic.

## Primers anys
Davies era fill del miner i bufador de vidre Thomas Emrys Davies, de Maesteg, i Hilda Bevan. Va néixer a Reading, Anglaterra. Va ser educat a l’escola Christ's Hospital, Horsham i després va estudiar a la Universitat de Durham (1963-1966) i a la Universitat de Bristol, on va desenvolupar una apreciació per les obres de Bertolt Brecht.

## Carrera
A principis de la dècada de 1970, Davies va treballar àmpliament amb el Bristol Old Vic i el Birmingham Repertory Theatre, i va exercir com a director associat de la Royal Shakespeare Company, on va dirigir Les relacions perilloses, Macbeth, i Troilos i Crèssida. També va treballar molt per al Royal National Theatre, on els seus projectes incloïen Hedda Gabler, La casa de Bernarda Alba, Pygmalion, Les Bruixes de Salem, The Shaughraun i Paul, i on va dirigir L'hort dels cirerers d’Anton Txèkhov, que es va estrenar el maig de 2011 i es va emetre el 30 de juny de 2011 com a part de National Theatre Live. A l'Almeida Theatre va dirigir Qui té por de Virginia Woolf? i The Play About the Baby, mentre que al Hampstead Theatre va dirigir l'estrena del 2012 de 55 Days.
Els seus crèdits d'òpera inclouen Idomeneo, L'italiana in Algeri, Ievgueni Oneguin i I due Foscari, i va dirigir l'obra relacionada amb l'òpera After Aida 1985–86 a Gal·les i al The Old Vic.
El treball de Davies al teatre del West End li va valdre el Premi Laurence Olivier al millor director per The Iceman Cometh, Tots eren fills meus i Belaia Guardia; el London Critics Circle Award al Millor Director per Mourning Becomes Electra i The Iceman Cometh; i els Premi Evening Standard al Millor Director per Tots eren fills meus i Beg.
Davies va fer el seu debut al Broadway amb Piaf el 1981. Els seus crèdits a Broadway també inclouen Les Liaisons Dangereuses, el revival de 1990 de La gata sobre la teulada de zinc calenta, la resurrecció de 1993 de My Fair Lady, Translations, la resurrecció de 1999 de The Iceman Cometh, el renaixement del 2002 de Private Lives, i el renaixement del 2007 de A Moon for the Misbegotten. Va ser nominat al Premi Tony a la millor direcció d'una obra de teatre tres vegades, però no va guanyar, i al Premi Drama Desk al director destacat d'una obra de teatre tres vegades, guanyant per Les liaisons dangereuses.
Els crèdits a la pantalla de Davies inclouen les pel·lícules de televisió Copenhagen i Blue/Orange i el llargmetratge The Secret Rapture.
Davies va ser nomenat Comandant de l'Orde de l'Imperi Britànic (CBE) en els Honors d'Any Nou 2011, pels serveis al drama.

## Vida i mort personals
Davies estava casat amb l'actriu Clare Holman. Anteriorment estava casat amb Susan Wall amb qui va tenir dues filles, Hannah Davies, periodista, i Kate Davies.
Davies va morir de càncer d'esòfag el 25 d'octubre de 2016 a l'edat de 71 anys.